# Euphrosine Beernaert
Euphrosine Beernaert, née à Ostende le 11 avril 1831 et décédée le 7 juillet 1901 à Ixelles, est une peintre paysagiste belge. Son style, caractérisé par un sentiment de solitude, de mélancolie et d'abandon, une palette réduite de couleurs, avec des gris subtils, est parfois qualifié de réalisme romantique. Elle est une des rares femmes artistes de l'époque qui ait connu la célébrité durant toute sa carrière. Après sa mort, elle tombe dans l'oubli jusqu'à un regain d'intérêt depuis les années 1990.

## Biographie

### Jeunesse et formation
Euphrasina Josepha Beernaert est née à Ostende le 11 avril 1831 dans une famille de la haute bourgeoisie. Son père est Bernard Beernaert (1795-1862), fonctionnaire au Service de l'Enregistrement et des Domaines, et sa mère Euphrosine-Josèphe Royon (1809-1888). Elle est la sœur d'Auguste Beernaert, premier ministre de Belgique et prix Nobel de la paix (1829-1912),. La famille Beernaert habite successivement à Dinant, Namur, Louvain et Schaerbeek à partir de 1850, en fonction des affectations du père.
Euphrosine Beernaerts est élevée en français. Elle montre très tôt des dispositions pour la peinture de paysage et ses parents l'encouragent dans cette voie, particulièrement sa mère qui lui enseigne le dessin.
Après s'être formée auprès de Ferdinand Marinus (1808-1890) à Namur et de Pierre-Louis Kuhnen (1812-1877)  à Bruxelles, elle se perfectionne sous l'influence du peintre animalier Louis Robbe en 1862. Pierre-Louis Kuhnen la considère comme une de ses meilleures élèves.
Elle commence par peindre des paysages romantiques (levers de soleil, ambiances du soir, ciel orageux) dans un style proche de Ferdinand Marinus, puis elle adopte un style plus réaliste dès l'âge de seize ans.
Euphrosine Beernaert fait des débuts en 1848 au Salon triennal de Bruxelles. Au Salon suivant, en 1851, elle est accueillie favorablement par la critique avec deux paysages romantiques bourgeois :  "Mémoire de la Meuse ; coucher de soleil" et  "Paysage de montagne à l'approche d'un orage", deux paysages romantiques. Les deux peintures montrent encore l'influence de Ferdinand Marinus.
Dans les années 1853-1859, Euphrosine Beernaert effectue plusieurs voyages d'études, souvent en compagnie de son frère Auguste Beernaert, en France, en Italie et en Allemagne mais on en retrouve peu de traces dans son œuvre. La Campine belge, la vallée de la Meuse, les bords de l'Escaut ou de la Mer du Nord, les coins de Hollande ou de Norvège ont sa prédilection.
Elle connaît le succès à partir de 1870 et la peinture, qui n'était jusque là qu'un loisir, devient son métier. Grâce à Louis Robbe, Euphrosine Beernaert commence à représenter des paysages et des animaux de manière réaliste. Mais ses tableaux conservent une composante romantique qui font qualifier son style de "réalisme romantique".
En 1867, Euphrosine Beernaert obtient une médaille d’or à l’exposition universelle de Paris et expose ensuite dans plusieurs salons à Bruxelles, Le Havre, Lyon, Vienne, Philadelphie.
En 1876-1877, Euphrosine Beernaert visite la Norvège et en rapporte un certain nombre d'études. En 1877, Le peintre reçut un grand honneur en 1877 lorsque la reine Marie-Henriette lui achète "Scheldt Banks in Temse".
L'année suivante Euphrosine Beernaert emménage avec sa mère dans une villa à Ixelles, au 20 rue du Buisson, qui devient un lieu de rencontre pour de nombreux artistes.
Bien qu'elle se soit toujours abstenue d'appartenir à des associations artistiques, elle devient en août 1883 membre du Cercle des Aquarellistes et des Aquafortistes à Bruxelles, un cercle conservateur de peintres traditionnels.
En 1887, Léopold II achète Rive de l'Escaut à Hoboken, à la suite d'une exposition à Bruges.
Sa mère, avec qui elle a toujours vécu, décède en 1888.
Son chef-d'œuvre incontesté "Porte d'entrée du monastère de Schilde" est achevé en 1890. Ce tableau est un point d'orgue de la peinture de paysage belge du XIXe siècle : une composition audacieuse avec un arbre robuste au centre, une vue sur les prés et la forêt à gauche, un plan d'eau couvert de plantes aquatiques à droite, derrière, la porte du monastère. Malheureusement, cette œuvre arrive trop tard : même l'impressionnisme a déjà dépassé son apogée. La toile, prêtée par les musées royaux des Beaux-Arts de Bruxelles au musée d'Ostende, a disparu avec de nombreux autres tableaux d'Euphrosine Beernaert lors de l'incendie de l'hôtel de ville en mai 1940 à la suite des bombardements.
Euphrosine Beernaert est également mécène et formatrice. Elle enseigne notamment à Anna Boch mais leurs styles sont trop différents et celle-ci la quitte assez rapidement pour poursuivre ses études avec Isidore Verheyden,. En 1895, elle intervient comme médiatrice entre l'amateur d'art Léon Gauchez et l’État belge pour l'achat de trois panneaux de Hans Memling : "Le Christ aux anges chanteurs et musiciens". Les tableaux sont finalement achetés par le courtier d'Euphrosine Beernaert, qui intervient pour une partie considérable du prix, pour le Musée des Beaux-Arts d'Anvers. Plus tard elle fait don aux Musées des Beaux-Arts de Bruxelles de tableaux de Joshua Reynolds, John Astley, Henry Raeburn, Denis Van Alsloot, Adriaen Van Utrecht, Jan Van Kessel et de sculptures d'Augustin Pajou, Louis-Jean Vasse et Louis-Philippe Mouchy.
Très malade, elle vit ses dernières années dans l'isolement et ne participe plus activement à la vie artistique.
Euprhosine Beernarts décède le 7 juillet 1901à Ixelles, des suites d'une longue maladie cardiaque.
De nombreuses personnalités importantes viennent saluer sa dépouille : ministres, ministres d'État, représentant du roi et un grand nombre d'artistes. Le cardinal Goossens célèbre la messe funéraire. Elle est enterrée au cimetière de Boitsfort.
Après sa mort, Auguste Beernaert fait don de nombreux tableaux de sa succession aux musées de Bruges (1903), Bruxelles (1901) et Ostende (1901),.

### Style
Sur de nombreux tableaux d'Euphrosine Beernart, domine le sentiment de solitude, de mélancolie et d'abandon, elle représente rarement de figures humaines dans ses paysages. A partir de 1862, elle s'éloigne du style romantique hérité de Ferdinand Marinus et développe son style propre. Elle commence à travailler dans la nature, terminant ses esquisses en atelier. Désormais sa palette se limite au gris-brun et gris-vert, toutes les couleurs sont tamisées.
De 1865 à 1890 son œuvre atteint sa maturité : des paysages décoratifs dans un style nerveux, avec une coloration claire et aérienne, des nuances subtiles et des nuances de couleurs tamisées. Les roseaux au premier plan sont également typiques de cette période. Après 1890 environ jusqu'à sa mort en 1901, ses tableaux ont un style plus pur, dépouillé de tout superflu. Sa maladie l'oblige à reprendre des études en atelier, mais celles-ci sont désormais baignées d'une lumière argentée qui rend ses paysages plus légers que jamais. Les nouveaux courants de la peinture lui paraissent trop modernes pour qu'elle les suive.
Elle a été une artiste célèbre tout au long de sa vie, mais est rapidement oubliée après sa mort. Son nom disparaît des livres sur l'histoire de l'art du XIXe siècle. Ses œuvres se retrouvent dans la réserve de nombreux musées. Ces dernières années, il y cependant un regain d'intérêt pour ses toiles. Dans les rares occasions où une de ses œuvres est apparue aux enchères, des prix décents ont été payés. En 1990, le Musée des Beaux-Arts d'Ostende lui consacre une exposition rétrospective.

## Collections
Les œuvres d'Euphrosine Beernaert se trouvent dans les collections de nombreux musées : Musée royal des Beaux-Arts d'Anvers, Musée Groeninge à Bruges, Musées royaux des Beaux-Arts de Belgique, Musée d'Ixelles, Musée des Beaux-Arts de Gand, Musée communal d'Ypres, Musée Van der Kelen–Mertens à Louvain, Mu.ZEE à Ostende, collections de la commune de Schaerbeek,, ... etc

## Distinctions
- 1867 : Médaille d'or à l'Exposition universelle de Paris[2]
- 1872 : Médaille de bronze à Lyon
- 1873 : 
  - médaille d'or à l'exposition universelle de Vienne pour son tableau "Eikenbos"
  - mention honorable à Amiens

- 1876 :
  - médaille d'or d'honneur au Salon triennal
  - Médaille d'or à l'exposition de Philadelphie[16]
- Médaille à Teplice et médaille de bronze à Melbourne et Sydney[16]
- 1881 : 
  -  Chevalier de l'ordre de Léopold (4 mai 1881)[17], pour son mérite en tant qu'artiste[16]
  - Charles Brunin fait son portrait en buste[18].
- 1885 : membre du Corps Académique de l'Académie Royale des Beaux-Arts d'Anvers[19]
- 1888 : 
  - nommée Officière de l'Instruction Publique par le gouvernement français
  - Médaille d'or à l'Exposition universelle de Barcelone
- 1892 :  Officier de l'ordre de Léopold (16 janvier 1892)[20].
- 1894 : vice-présidente de la Commission royale des monuments et sites[3]

Elle est membre d'honneur du Cercle des Beaux-Arts d'Ostende animé par James Ensor et Léon Spilliaert. Elle est mentionnée, avec Marie Collart-Henrotin (1842-1911), comme les deux premières femmes peintres du pays.
L'Albertusstraat à Ostende, la rue dans laquelle elle est née, est renommée Euphrosine Beernaertstraat peu de temps après sa mort.

## Galerie

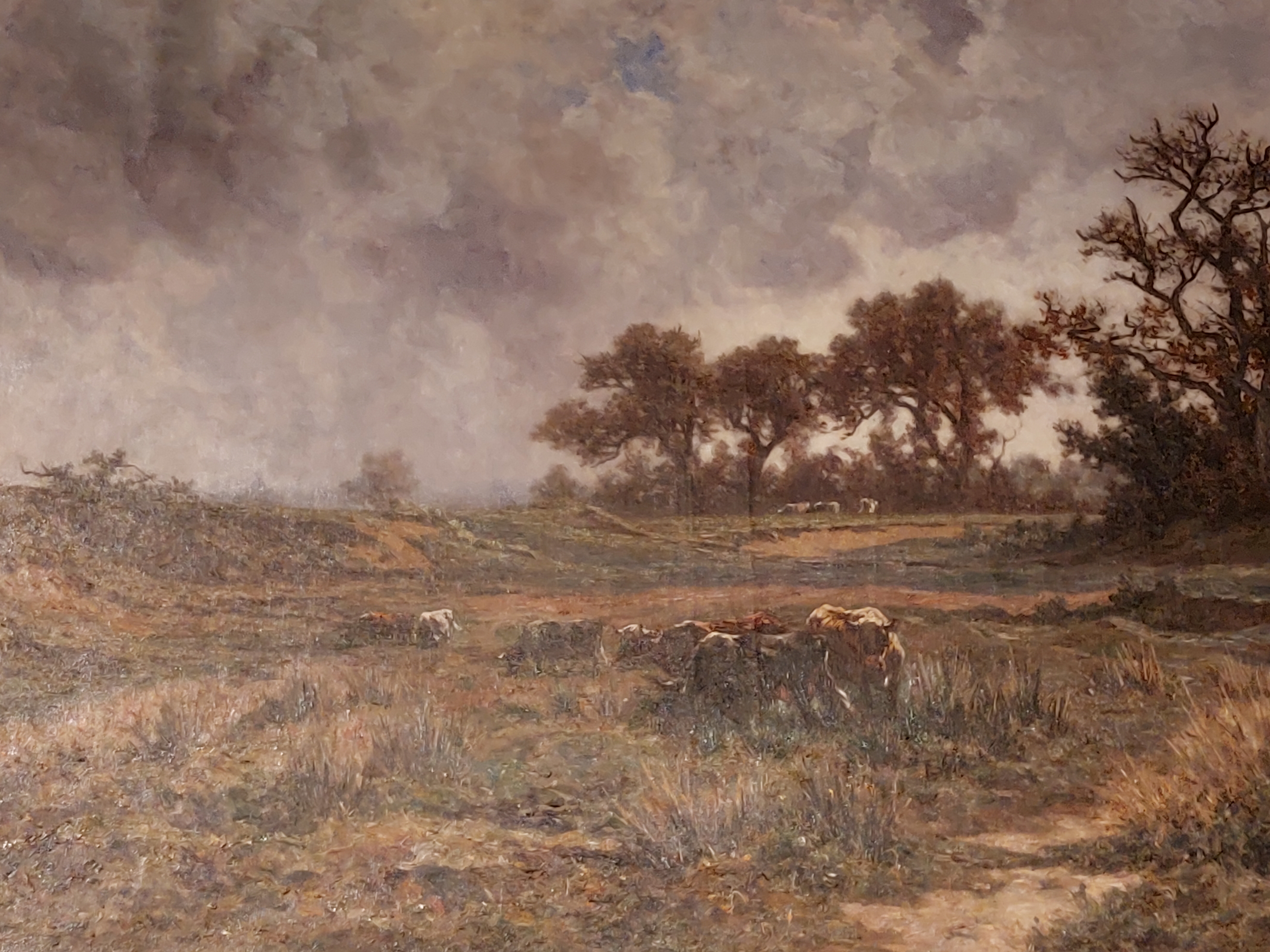
Paysage à NeerHaren en Campine, 1884
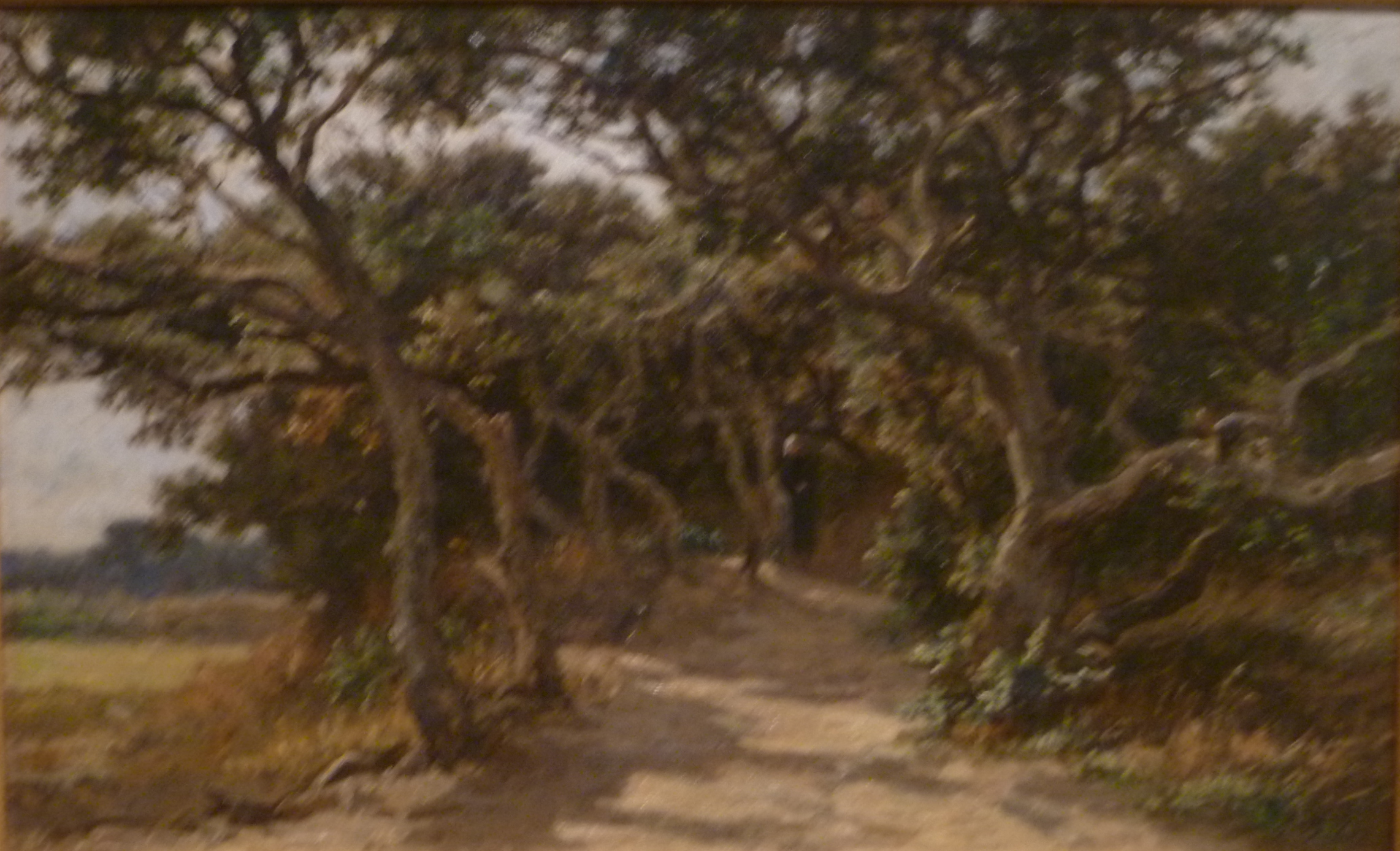
Bois dans les dunes à Domburg, 1873
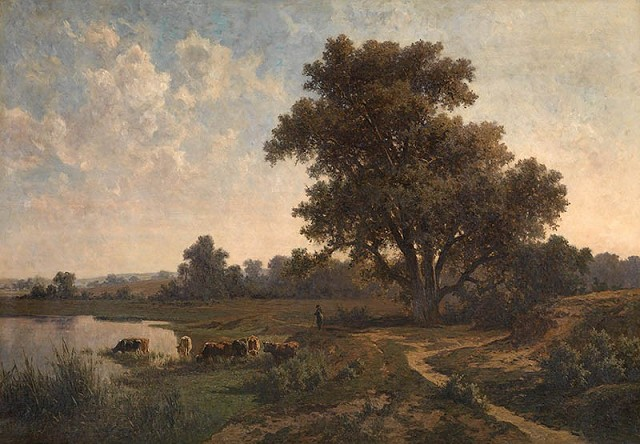
Bruyère près d'Oosterbeek
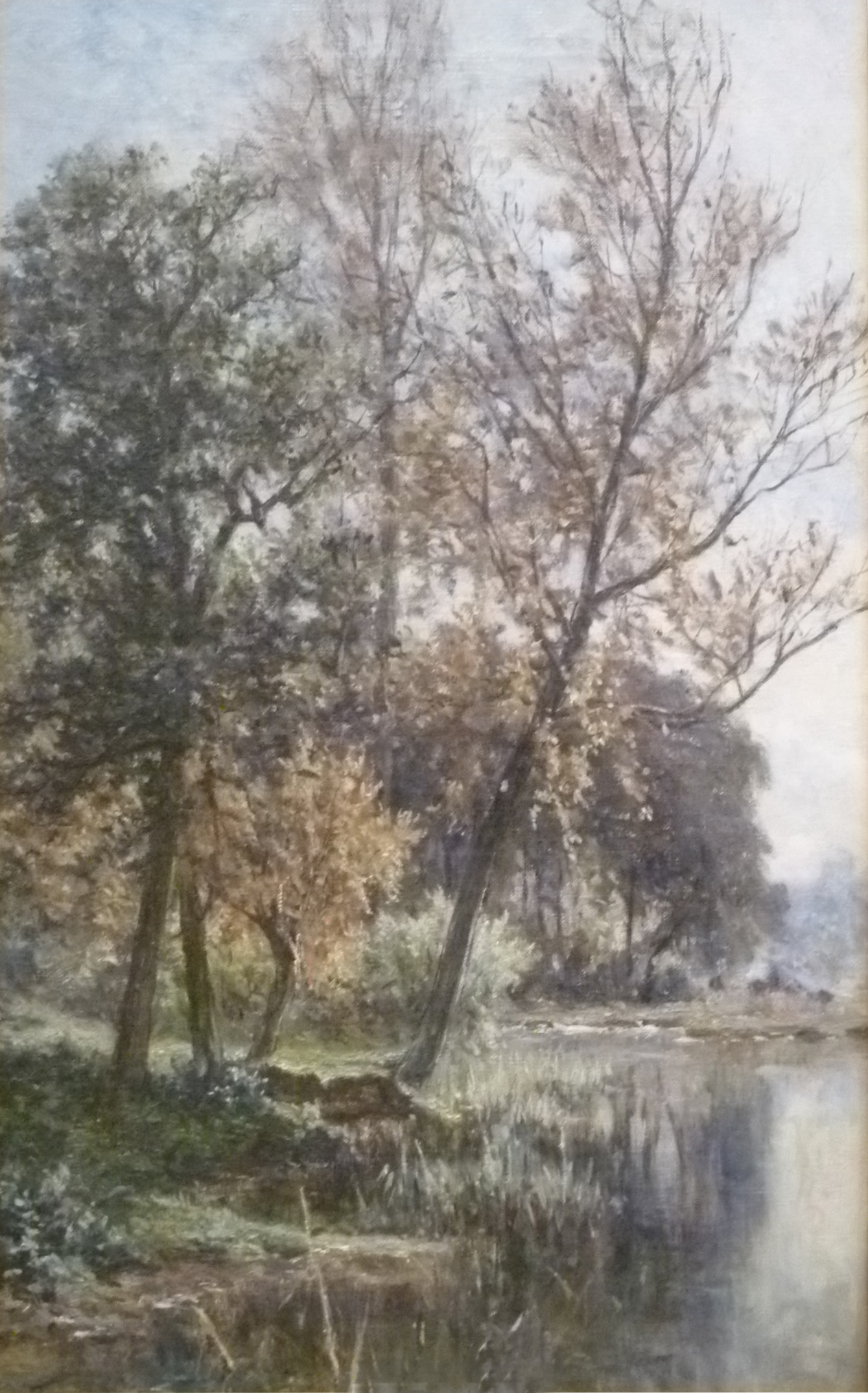
Vue sur le parc, collection privée